# Чемпионат России по лыжным гонкам 2009
Чемпионат России по лыжным гонкам 2009 проводился Федерацией лыжных гонок России с 20 января по 14 апреля 2009 года и состоял из четырёх этапов:
- первый этап прошёл с 20 января по 22 января в Рыбинске, ЦЛС «Демино».
- второй этап прошёл с 27 марта по 31 марта в Сыктывкаре, «РЛК им. Р.П. Сметаниной».
- третий этап и женская гонка на 50 км прошли с 11 апреля по 14 апреля в Апатитах.
- четвёртый этап состоял из мужской гонки на 70 км, которая прошла в Мончегорске 12 апреля.

## Результаты

### Мужчины
| Дисциплина                                 | Дата      | Золото                                                   | Серебро                                                  | Бронза                                               |
| 15 км классическим стилем                  | 20 января | Александр Кузнецов ХМАО — Югра                           | Сергей Новиков Московская область                        | Василий Рочев Республика Коми                        |
| 50 км свободным стилем масс-старт          | 22 января | Иван Артеев Республика Коми                              | Максим Вылегжанин Удмуртия                               | Николай Хохряков Республика Татарстан                |
| Спринт классическим стилем                 | 27 марта  | Иван Гуляев Республика Алтай                             | / Никита Крюков Москва/Республика Саха (Якутия)          | Андрей Гельманов Новосибирская область               |
| Командный спринт 6х1.4 км свободным стилем | 28 марта  | —                                                        | —                                                        | —                                                    |
| Скиатлон 30 км                             | 30 марта  | / Сергей Ширяев Московская область/Нижегородская область | / Илья Черноусов Новосибирская область/Рязанская область | Станислав Волженцев Республика Коми                  |
| Эстафета 4х10 км                           | 31 марта  | —                                                        | —                                                        | —                                                    |
| 10 км свободным стилем                     | 11 апреля | / Сергей Ширяев Московская область/Нижегородская область | Дмитрий Плосконосов Московская область                   | / Артём Жмурко Красноярский край/Кемеровская область |
| 70 км свободным стилем масс-старт          | 12 апреля | Максим Вылегжанин Удмуртия                               | / Сергей Ширяев Московская область/Нижегородская область | Владимир Вилисов Московская область                  |

### Женщины
| Дисциплина                                 | Дата      | Золото                                                   | Серебро                                                  | Бронза                                                   |
| 10 км классическим стилем                  | 20 января | / Татьяна Ямбаева Московская область/Ярославская область | / Евгения Медведева Республика Карелия/Санкт-Петербург   | Ольга Рочева Республика Коми                             |
| 30 км свободным стилем масс-старт          | 22 января | Виктория Мелина Республика Коми                          | Валентина Новикова Тюменская область                     | Юлия Чепалова Москва                                     |
| Спринт свободным стилем                    | 27 марта  | Виктория Мелина Республика Коми                          | / Екатерина Чуйкова Московская область/Самарская область | Елена Веденеева Москва                                   |
| Командный спринт 6х1.4 км свободным стилем | 28 марта  | —                                                        | —                                                        | —                                                        |
| Скиатлон 15 км                             | 30 марта  | Диана Сапронова Республика Коми                          | Алёна Сидько Красноярский край                           | Валентина Новикова Тюменская область                     |
| Эстафета 4х5 км                            | 31 марта  | —                                                        | —                                                        | —                                                        |
| 5 км свободным стилем                      | 11 апреля | Лариса Куркина Брянская область                          | Ольга Михайлова Тверская область                         | / Юлия Чекалёва Вологодская область/Республика Татарстан |
| 50 км свободным стилем масс-старт          | 14 апреля | Лариса Куркина Брянская область                          | Ольга Михайлова Тверская область                         | / Татьяна Ямбаева Московская область/Ярославская область |